# ژیان‌مرغ بیشه دودی
ژیان‌مرغ بیشه دودی (نام علمی: Myiotheretes fumigatus) گونه‌ای از پرندگان تیرهٔ ژیان‌مرغان است.
در شمال آند کلمبیا، اکوادور، پرو و ونزوئلا یافت می‌شود. زیستگاه طبیعی آن جنگل‌های کوهستانی نمناک نیمه‌گرمسیری یا گرمسیری است.